# El Decameró (sèrie de televisió)
El Decameró (títol original en anglès, The Decameron) és una sèrie de televisió de comèdia negra medieval estatunidenca, creada per Kathleen Jordan. S'inspira en el Decameró de Giovanni Boccaccio.
La sèrie es va estrenar a Netflix el 25 de juliol de 2024 amb subtítols en català.

## Premissa
L'any 1348, mentre la pesta negra arrasa Florència, un nombre de nobles i els seus servents es retiren al camp, a Villa Santa. Mentre intenten esperar la plaga als turons de la Toscana amb vi i sexe, el grup finalment haurà de lluitar per la seva supervivència.

## Repartiment
- Zosia Mamet com a Pampinea
- Saoirse-Monica Jackson com a Misia
- Tanya Reynolds com a Licisca
- Amar Chadha-Patel com a Dioneo
- Leila Farzad com a Stratilia
- Lou Gala com a Neifile
- Karan Gill com a Panfilo
- Tony Hale com a Sirisco
- Douggie McMeekin com a Tindaro
- Jessica Plummer com a Filomena

## Producció
L'agost de 2022, Netflix va anunciar que havia encarregat una sèrie de televisió inspirada lliurement en els contes del segle XIV del Decameró de Giovanni Boccaccio. La sèrie va ser creada per productora creadora Kathleen Jordan, i Jenji Kohan seria la productora executiva amb Jordan. Michael Uppendahl havia de dirigir quatre dels vuit episodis. El repartiment es va anunciar el desembre de 2023, incloent-hi Zosia Mamet, Saoirse-Monica Jackson, Tanya Reynolds, Amar Chadha-Patel, Leila Farzad, Lou Gala, Karan Gill, Tony Hale, Douggie McMeekin i Jessica Plummer.
La preproducció de la sèrie va començar a finals de 2022. El rodatge va començar el 10 de gener de 2023, amb la intenció de continuar fins al juny. El rodatge a Roma va tenir lloc als estudis Cinecittà, on els interiors de Villa Santa van ocupar l'estudi 5, amb parts addicionals de la vila als estudis 4 i 11. La filmació addicional in situ també es va dur a terme en ubicacions de tota la província de Viterbo, com els jardins de Castello Ruspoli i el barri de San Pellegrino que feien de la Florència del segle XIV cobrint i amagant característiques modernes com ara canalons, cables, finestres i conductes de fum.